# Analphabetismus
Als Analphabetismus bezeichnet man kulturell, bildungs- oder psychisch bedingte individuelle Defizite im Lesen oder Schreiben bis hin zu völligem Unvermögen in diesen Disziplinen. Ist dagegen eine ganze Sprach- oder Kulturgemeinschaft betroffen, was im Laufe des 20. Jahrhunderts sehr selten geworden ist, spricht man von Schriftlosigkeit, Mündlichkeitskultur bzw. Oralität. Das Fehlen einer in einer Kultur verankerten Lese- bzw. Schreibfähigkeit wird als Illiteralität bezeichnet.
Der Alphabetisierungsgrad der Weltbevölkerung ist in den letzten Jahrhunderten drastisch gestiegen. Während 1820 nur 12 % der Menschen auf der Welt lesen und schreiben konnten, hat sich der Anteil heute umgekehrt: Nur 13 % der Weltbevölkerung sind noch Analphabeten. In den letzten Jahrzehnten ist die weltweite Alphabetisierungsquote alle 5 Jahre um etwa 4 Prozentpunkte gestiegen – von 42 % im Jahr 1960 auf 86 % im Jahr 2015.
In Deutschland waren 2011 nach einer Studie der Universität Hamburg ca. 4 % bzw. 2 Millionen der Erwachsenen totale, insgesamt 14,5 % bzw. 7,5 Millionen funktionale Analphabeten. 2018 wurde diese Studie fortgeschrieben: die Gesamtzahlen (Alpha-Levels 1–3) seien auf 12,1 % bzw. 6,2 Millionen zurückgegangen, auf den Alpha-Levels 1 und 2 seien immer noch 4 % der Erwachsenen bzw. 2 Millionen.
Der Gegensatz zum Analphabeten, dem Nicht-Lesen-Könnenden mit mangelnder Lesekompetenz, ist der Alphabet.

## Definitionen und Differenzierungen
Der Prozess vom Analphabetismus bis zur Lesefähigkeit wird Alphabetisierung genannt. Die Analphabetenquote ist der Anteil der erwachsenen Bevölkerung, der nicht lesen und schreiben kann. Der Gegenwert ist der Alphabetisierungsgrad. Lese- und Rechtschreibstörungen wie Dyslexie und Agrafie werden in beiden Gruppen nicht erfasst.
Für Analphabetismus gibt es mehrere Definitionen:
- Primärer Analphabetismus liegt vor, wenn ein Mensch weder schreiben noch lesen kann und beides auch nie gelernt hat (siehe auch Schriftspracherwerb). In Entwicklungsländern und Schwellenländern ist die Analphabetismus-Quote höher als in Industriestaaten, nimmt dort allerdings mit dem gesellschaftlichen Fortschritt drastisch ab bzw. die Alphabetisierung nimmt zu.
- Sekundärer Analphabetismus ist ein Begriff, der seit den 1970er-Jahren in Fällen verwendet wird, bei denen die Fähigkeiten zum schriftlichen Umgang mit Sprache wieder verlernt wurden. Als eine der Ursachen hierfür gilt, dass Schrift- und Printmedien an Bedeutung verloren haben (Telefon und Bildschirmmedien haben zugenommen).
- Semi-Analphabetismus liegt vor, wenn Menschen zwar lesen, aber nicht schreiben können.
- Als funktionaler Analphabetismus oder Illettrismus wird die Unfähigkeit bezeichnet, die Schrift im Alltag so zu gebrauchen, wie es im sozialen Kontext als selbstverständlich angesehen wird. Funktionale Analphabeten sind Menschen, die zwar Buchstaben erkennen und durchaus in der Lage sind, ihren Namen und einige wenige Wörter zu schreiben, die jedoch den Sinn eines etwas längeren Textes entweder gar nicht oder nicht schnell und mühelos genug verstehen, um praktischen Nutzen davon zu haben. Eine feste Grenze zwischen „verstehen“ und „nicht verstehen“ existiert dabei nicht.
Auch in vielen Industriestaaten ohne Bildungsarmut gibt es sogenannte funktionale Analphabeten, obwohl diese den Besuch eines allgemein zugänglichen Bildungssystems vorweisen können, die dort mehr oder minder mangelhaft erlernten Fähigkeiten aber zwischenzeitlich wieder teilweise oder vollständig verlernt haben.

## Analphabetismus und Behinderung
Analphabetismus kann durch eine Behinderung, vor allem durch eine geistige Behinderung oder längerfristige bzw. chronische Krankheit verursacht oder mit dem als Lernbehinderung bezeichneten Komplex verbunden sein. Leichte Formen der Lernbehinderung lassen sich durch Leseförderung gut ausgleichen, schwerere Formen geistiger Behinderung jedoch nicht. Er gilt in Deutschland der geltenden Rechtsprechung nach dennoch nicht als Form der Behinderung, wenngleich der Analphabetismus nach aktuellen Untersuchungen nachweislich zu einer erheblichen Behinderung der persönlichen und sozialen Integration des einzelnen Menschen führt.
Die Aussichtslosigkeit, als Analphabet auf dem Arbeitsmarkt eine Arbeit zu finden, die ein Einkommen oberhalb der unten genannten Bezugsgröße ermöglicht, gilt rechtlich nicht als Behinderung.

## Rechte von Analphabeten in Deutschland

### Sozialrecht
Da als erwerbsunfähig gemäß § 44 Abs. 2 Satz 1 SGB VI nur solche Versicherte gelten, die wegen Krankheit oder Behinderung auf nicht absehbare Zeit außerstande sind, eine Erwerbstätigkeit in gewisser Regelmäßigkeit auszuüben oder Arbeitsentgelt oder Arbeitseinkommen zu erzielen, das ein Siebtel der monatlichen Bezugsgröße übersteigt, und da dabei die jeweilige Arbeitsmarktlage nicht berücksichtigt werden darf (vgl. § 44 Abs. 2 Satz 2 Nr. 2 SGB VI), haben Analphabeten, die keine (mehr als nur geringfügige) Arbeit finden, keinen Anspruch auf eine Erwerbsunfähigkeitsrente.

### Staatsangehörigkeitsrecht
Im Jahr 2007 gab es eine Bundesratsinitiative des Hamburger Senats, einheitliche Standards hinsichtlich der Sprachkenntnisse bei Einbürgerungsverfahren in Deutschland zu setzen; der damalige CDU-Bürgerschaftsabgeordnete Alexander-Martin Sardina thematisierte die Problematik der Einbürgerung von Analphabeten daraufhin im Landesparlament. Laut einem Urteil des Verwaltungsgerichtshofs Baden-Württemberg in Mannheim vom Februar 2009 hat ein ausländischer Analphabet in Deutschland keinen Anspruch darauf, eingebürgert zu werden. Eine soziale, politische und gesellschaftliche Integration setze die Möglichkeit voraus, hiesige Medien zu verstehen und mit der deutschen Bevölkerung zu kommunizieren. Für eine ausreichende Integration sei zu verlangen, dass er schriftliche Erklärungen, die in seinem Namen abgegeben werden, zumindest ihrem wesentlichen Inhalt nach selbstständig auf Richtigkeit überprüfen könne.

## Analphabetismus nach Ländern

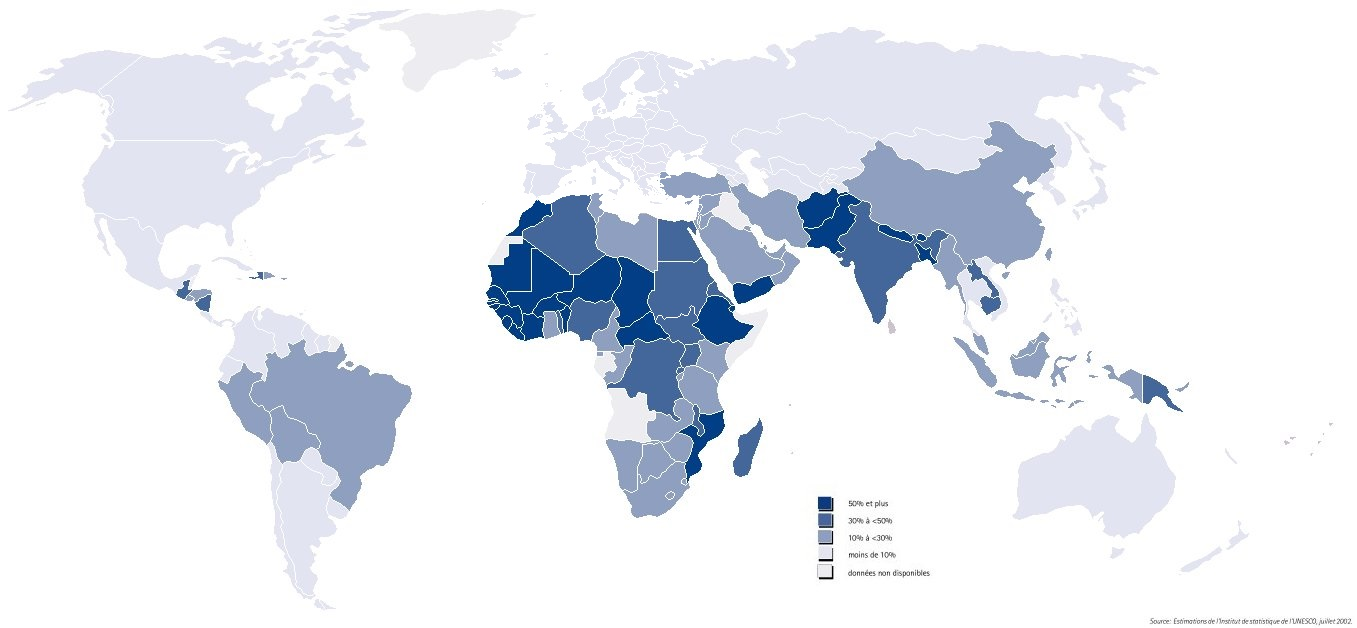
Analphabetismus nach Ländern (UNESCO-Studie aus dem Jahr 2002)

### Deutschland
Die Studie Leo 2018. Leben mit geringer Literalität ermittelte 2018 einen Wert von 6,2 Millionen (etwa 12,1 Prozent) gering literalisierten Menschen unter den Deutsch sprechenden Erwachsenen im Alter zwischen 18 und 64 Jahren in Deutschland (2010: 7,5 Millionen / etwa 14 Prozent; Studie Leo. Level One). Auf Basis der Daten aus 2010 errechnete der Neuköllner Verein Lesen + Schreiben e. V. seinerzeit, dass 316.000 Menschen in Berlin nicht richtig lesen und schreiben können. Der Volkshochschulverband schätzte für Berlin eine Dunkelziffer von 164.000.

### Österreich
Österreich beteiligte sich im Jahr 2011 an der PIAAC-Studie (Programme for the International Assessment of Adult Competencies) der OECD. Statistik Austria war verantwortlich für die Erstellung der Studie (Titel: Eine Studie über Alltagsfähigkeiten Erwachsener) in Österreich. An den Vorgängerstudien IALS und ALL nahm Österreich nicht teil. Zielpopulation von PIAAC war die Bevölkerung im erwerbsfähigen Alter von 16 bis 65 Jahren in insgesamt 24 OECD-Ländern.
Das Bundesministerium für Bildung, Wissenschaft und Forschung schrieb 2013 auf seiner Website erwachsenenbildung.at:
Die Lesekompetenz der österreichischen Erwachsenen liegt im internationalen Vergleich unter dem Durchschnitt der teilnehmenden OECD-Länder. Werden die Jüngeren betrachtet, so zeigt sich, dass die Lesekompetenz der 16- bis 24-Jährigen in Österreich besser ist als die der 16- bis 65-Jährigen insgesamt und im internationalen Vergleich im Durchschnitt liegt.
In der Kompetenzstufe 1 befinden sich 12,8 Prozent der 16- bis 65-Jährigen, das sind rund 720.000 Personen.
In der Kompetenzstufe unter 1 befinden sich 2,5 Prozent der 16- bis 65-Jährigen, das sind rund 140.000 Personen.
Eine niedrige Schulbildung, eine andere Erstsprache als Deutsch, ein höheres Alter und Eltern mit niedrigem Bildungshintergrund sind relevante Einflussfaktoren darauf zur Gruppe mit nur niedrigen Lesekompetenzen zu gehören.
Hinzu kommen ca. 100.000 (1,8 Prozent), die wegen mangelnder Lese- bzw. Sprachfähigkeit an PIAAC überhaupt nicht teilgenommen haben […].

### Frankreich
In Frankreich erschien am 28. November 2013 eine Studie vom Institut national de la statistique et des études économiques (INSEE). Demnach sind rund 11 Prozent aller Franzosen Analphabeten. In der Region Île-de-France haben zwei Drittel dieser Menschen ihre Schulzeit nicht in Frankreich verbracht, da sie erst später eingewandert sind.

### Italien
In Italien betrug 1861 (zur Zeit der Staatsgründung) die Analphabetismus-Quote (analfabetismo) 78 Prozent (Sardinien, Sizilien und Kalabrien um 90 %; Piemont und Lombardei um 60 %). Laut einem Zensus (censimento generale) im Jahr 1951 waren die Quoten wie folgt:
Piemont 3 %, Aostatal 3 %, Ligurien 4 %, Lombardei 2 %, Veneto 7 %, Trentino-Südtirol 1 %, Friaul-Julisch Venetien 4 %, Emilia-Romagna 8 %, Toskana 11 %, Marken 13 %, Umbrien 14 %, Latium 10 %, Abruzzen und Molise 19 %, Kampanien 23 %, Apulien 24 %, Basilikata 29 %, Kalabrien 32 %, Sizilien 24 % und Sardinien 22 %.

## Gedenktage
Um das Bewusstsein für die Probleme der Analphabeten zu fördern und die Notwendigkeit der Förderung aufzuzeigen, rief die UNESCO 1965 den Weltalphabetisierungstag (jährlich am 8. September) ins Leben. Seit 2012 findet in Oxford alle zwei Jahre die internationale Konferenz World Literacy Summit statt.

## Filmische Dokumentationen
- Die Lüge meines Lebens – Wie Analphabeten sich durchschlagen, 37 Grad, Folge 890, 29. November 2016, 30 min, Film von Anabel Münstermann[13]

### Daten
- Human Development Report 2007/2008 - Adult literacy rate (% aged 15 and older). In: hdrstats.undp.org. Archiviert vom Original (nicht mehr online verfügbar) am 27. Februar 2009 (englisch).
- Literacy. In: en.unesco.org. (englisch).
- Literacy - Our World in Data. In: ourworldindata.org. (englisch).

### Institutionen in Deutschland
- Alphabetisierung – Bundesverband Alphabetisierung und Grundbildung e. V. In: alphabetisierung.de.
- AOB - Lesen und Schreiben für Jugendliche und Erwachsene. In: aobberlin.de. Arbeitskreis Orientierungs- und Bildungshilfe Berlin

### Institutionen in Österreich
- Basisbildung und Alphabetisierung in Österreich - Zentrale Beratungsstelle für Basisbildung und Alphabetisierung. In: alphabetisierung.at.
- ISOP. In: isop.at. Innovative Sozialprojekte

### Institutionen in der Schweiz
- Kompetence.ch - Fachportal Grundkompetenzen. In: kompetence.ch.

- www.lesen-schreiben-schweiz.ch/ - Schweizer Dachverband Lesen und Schreiben. Abgerufen am 27. Februar 2021.